# Nina Gordon
Nina Gordon, född Nina Rachel Gordon Shapiro 14 november 1967, är en amerikansk rockmusiker. Gordon var med och bildade bandet Veruca Salt tillsammans med Louise Post. Dock valde hon att lämna bandet för en solokarriär. Gordon släppte albumet Tonight and the Rest of My Life år 2000. En uppföljare till debutalbumet släpptes 8 augusti 2006, Bleeding Heart Graffiti.
Nina Gordon återförenades med Veruca Salt 2013.

## Diskografi

### Album
Solo
- Tonight and the Rest of My Life (2000)
- Bleeding Heart Graffiti (2006)

Med Veruca Salt
- American Thighs (1994)
- Blow It Out Your Ass It's Veruca Salt (1996)
- Eight Arms to Hold You (1997)
- Ghost Notes (2015)

### Singlar
Solo
- "Tonight and the Rest of My Life" (2000)
- "Now I Can Die" (2000)
- "2003" (2001) (promo)

Med Veruca Salt
- "Seether" (1994)
- "Number One Blind" (1995)
- "Volcano Girls" (1997)
- "Benjamin" (1997)
- "The Morning Sad" (1997) (promo)
- "Laughing in the Sugar Bowl" (2015)